# Адела от Пфалцел
Адела (на немски: Adela von Pfalzel; Adolana, Adula, * 660, † 24 декември 735) е игуменка и Светия на католическата църква, чества се на 24 декември.
Тя е от фамилията Хугобертини в Австразия, дъщеря на сенешал и пфалцграф Хугоберт и на Ирмина от Еран. По други източници тя е дъщеря на Свети Дагоберт II.
Адела е омъжена за Одо, един vir illustris. Адела основава малко след 700 г. женския манастир Пфалцел до Трир в имението, което купува от нейния зет Пипин Средни, съпругът на нейната сестра Плектруда. Адела става първата абтеса на манастира. През 721 г. Бонифаций посещава Адела и нейния манастир в Рейнланд-Пфалц. Тя му дава Ragyndrudiskodex на нейната сестра Регинтруда, който се намира във Фулда.
В завещанието си (732 или 733) тя дава на манастир Пфалцел имоти на Маас и на Мозел, в Гилгау и в Бидгау.
Адела и Одо имат най-малко три деца:
- Алберих († 714/721), баща на епископ Грегор от Утрехт († 774)
- Герелинд († след 699)
- Хадерих († след 699)